# Stirling (council area)
Pour les articles homonymes, voir Stirling.
Le Stirling, en scots Stirlin, en gaélique écossais Sruighlea, est l'une des 32 divisions administratives de l'Écosse et compte approximativement 87 000 habitants selon les estimations de 2005. Créé par le Local Government etc. (Scotland) Act 1994, il suit les frontières de l'ancien district de Stirling et couvre en grande partie le territoire de l'ancien comté de Stirling (à l'exception de Falkirk) et la portion Sud-Ouest de l'ancien comté de Perth. Ces deux comtés avait été abolis pour des raisons administratives par le Local Government (Scotland) Act 1973. Il fait partie de la région de lieutenance de Stirling and Falkirk.

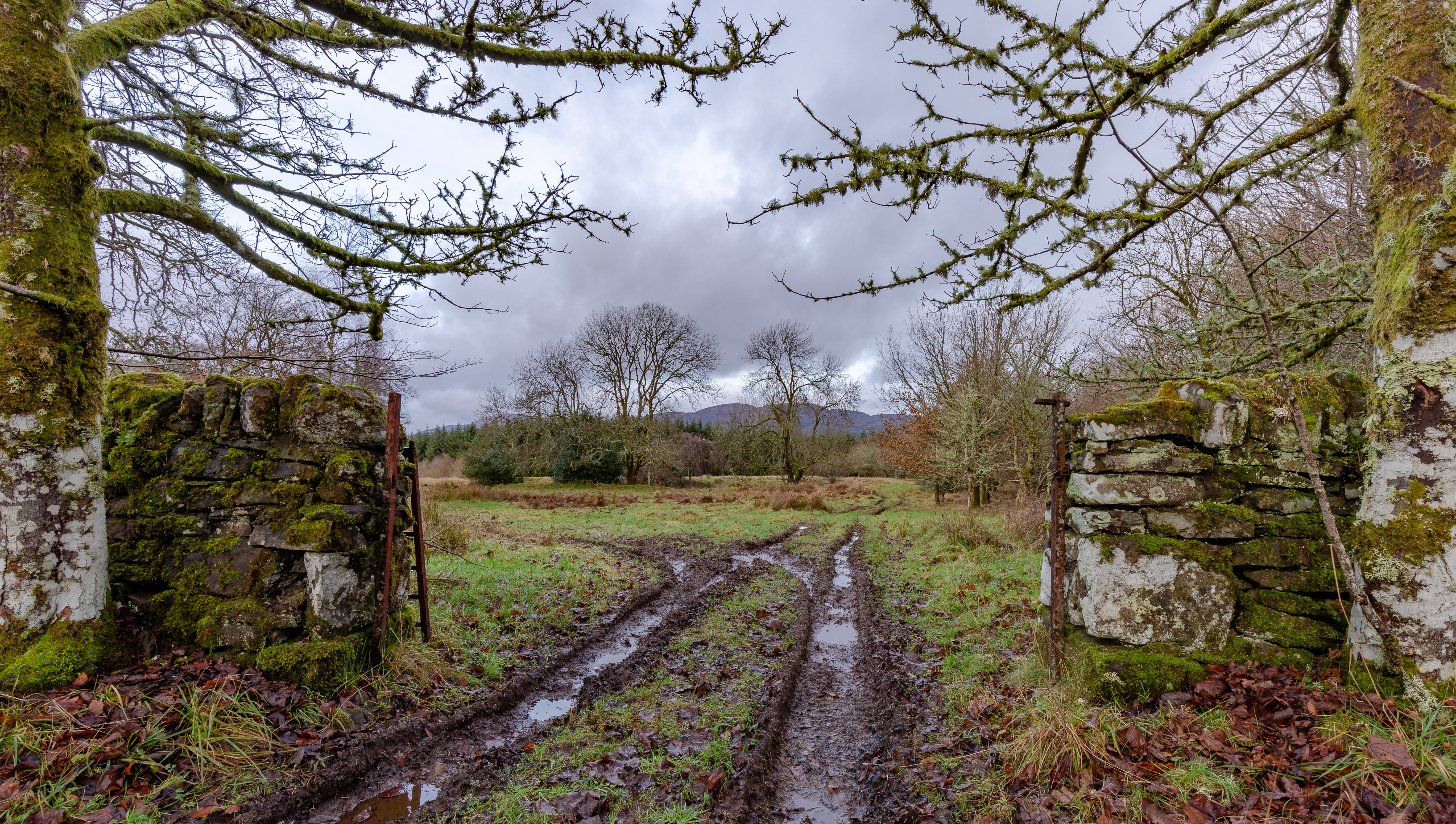
Chemin à la sortie d'une ferme près de Menteith dans le Stirling. Décembre 2018.

## Géographie
Le centre administratif est la ville de Stirling. Le council area de Stirling est bordé par ceux de Clackmannanshire à l'est, de Falkirk au sud-est, de Perth and Kinross au nord-est, d'Argyll and Bute au nord-ouest et par ceux de l'East et du West Dunbartonshire, tous deux à l'ouest.

## Démographie
La majorité de la population vit à l'extrémité Sud-Est du territoire, dans la ville de Stirling et dans les communautés environnantes situées dans les Lowlands : Dunblane et Bridge of Allan au nord, Bannockburn au sud et les trois anciennes communautés minières d'exploitation de charbon Cowie, Fallin et Plean. 
Les 30 % restants de la population sont disséminés dans les étendues rurales au nord, le plus souvent situées dans les Highlands. La moitié sud de cette zone rurale inclut la plaine d'inondation de la rivière Forth, bordé au sud par les Touch Hills et les Campsie Fells. Les montagnes Trossachs se situent au nord du glen, et la moitié nord de la région est généralement de caractère montagneux.

### Villes et villages
- Aberfoyle
- Ardchyle
- Ardeonaig
- Arnprior
- Balfron
- Balmaha
- Bannockburn
- Blair Drummond
- Boreland
- Bridge of Allan
- Brig o' Turk
- Buchlyvie
- Cambuskenneth
- Campsie
- Callander
- Cowie
- Craigdownings
- Craigruie
- Crianlarich
- Croftamie
- Doune
- Drymen
- Dunblane
- Fallin
- Fintry
- Gargunnock
- Inversnaid
- Killearn
- Killin
- Kinbuck
- Kinlochard
- Kippen
- Lecropt
- Lochearnhead
- Mid Lecropt
- Mugdock
- Port of Menteith
- Plean
- Raploch
- Rowardennan
- Strathyre
- Stronachlachar
- Thornhill
- Throsk
- Torbrex
- Tyndrum
- St Ninians
- Stirling
- Strathblane

## Administration
Comme les autres autorités locales d'Écosse, le Stirling Council possède des circonscriptions plurinominales dont les représentants sont élus suivant un système de scrutin à vote unique transférable.
| Parti                         | Conseillers |
| ----------------------------- | ----------- |
| Parti travailliste            | 8           |
| Parti national écossais       | 7           |
| Parti conservateur            | 4           |
| Parti des démocrates libéraux | 3           |

Les circonscriptions et leurs conseillers sont :
- Bannockburn (3 conseillers) : Margaret Brisley (Lab), Alasdair MacPherson (SNP), Violet Weir (Lab) ;
- Bridge of Allan & Dunblane (4 conseillers) : Callum Campbell (Con), David Goss (LD), Colin Finlay (Lab), Graham Houston (SNP) ;
- Castle (3 conseillers) : John Hendry (Lab), Jim Thompson (SNP), Graham Reed (LD) ;
- Forth & Endrick (3 conseillers) : Graham Lambie (SNP), Alistair Berrill (Con), Colin O'Brien (Lab) ;
- Stirling East (3 conseillers) : Corrie McChord (Lab), Stephen Paterson (SNP), Ian Brown (LD)
- Stirling West (3 conseillers) : Neil Benny (Con), Scott Farmer (SNP), Andrew Simpson (Lab) ;
- Trossachs and Teith (3 conseillers) : Paul Owens (Lab), Tony Ffinch (Con), Fergus Wood (SNP).

## Lieux notables
- Le Carse of Lecropt
- Le château de Culcreuch

Le loch Lubnaig, depuis le col de Ben Ledi, dans le Stirling. Décembre 2018.

- Prieuré d'Inchmahome (un prieuré augustin en ruines situé sur l'île du Lac de Menteith, qui servit de refuge à Marie Ire d'Écosse en 1547.)
- Le Breadalbane Folklore Centre
- L'Abbaye de Cambuskenneth (autrefois siège du Parlement écossais)
- Le Château de Doune
- Les Chutes de Dochart
- Les Chutes de Lochay
- Le Glen Dochart
- Le Glenfinlas
- Le Lac de Menteith
- Lecropt Kirk
- Le Loch Achray
- Le Loch Ard
- Le Loch Earn
- Le Parc national du Loch Lomond et des Trossachs
- Le Loch Katrine (source de la majeure partie de l'eau potable de la ville de Glasgow)
- Le Loch Rusky
- Le Loch Venachar
- La Moirlannich Longhouse
- Le Queen Elizabeth Forest Park (dirigé par la Forestry Commission)
- Le Scottish Institute of Sport (sur le campus de l'Université de Stirling)
- Le Château de Stirling
- L'Université de Stirling
- Les Trossachs
- Le Monument William Wallace
- Le West Highland Way